# Palcapachylus
Genre
Palcapachylus est un genre d'opilions laniatores de la famille des Gonyleptidae.

## Distribution
Les espèces de ce genre sont endémiques du Pérou.

## Liste des espèces
Selon World Catalogue of Opiliones (08/09/2021) :
- Palcapachylus bicalcariventris Roewer, 1952
- Palcapachylus peruvianus Roewer, 1959

## Publication originale
- Roewer, 1952 : « Neotropische Arachnida Arthrogastra, zumeist aus Peru. » Senckenbergiana, vol. 33, p. 37-58.